# می‌انگبین

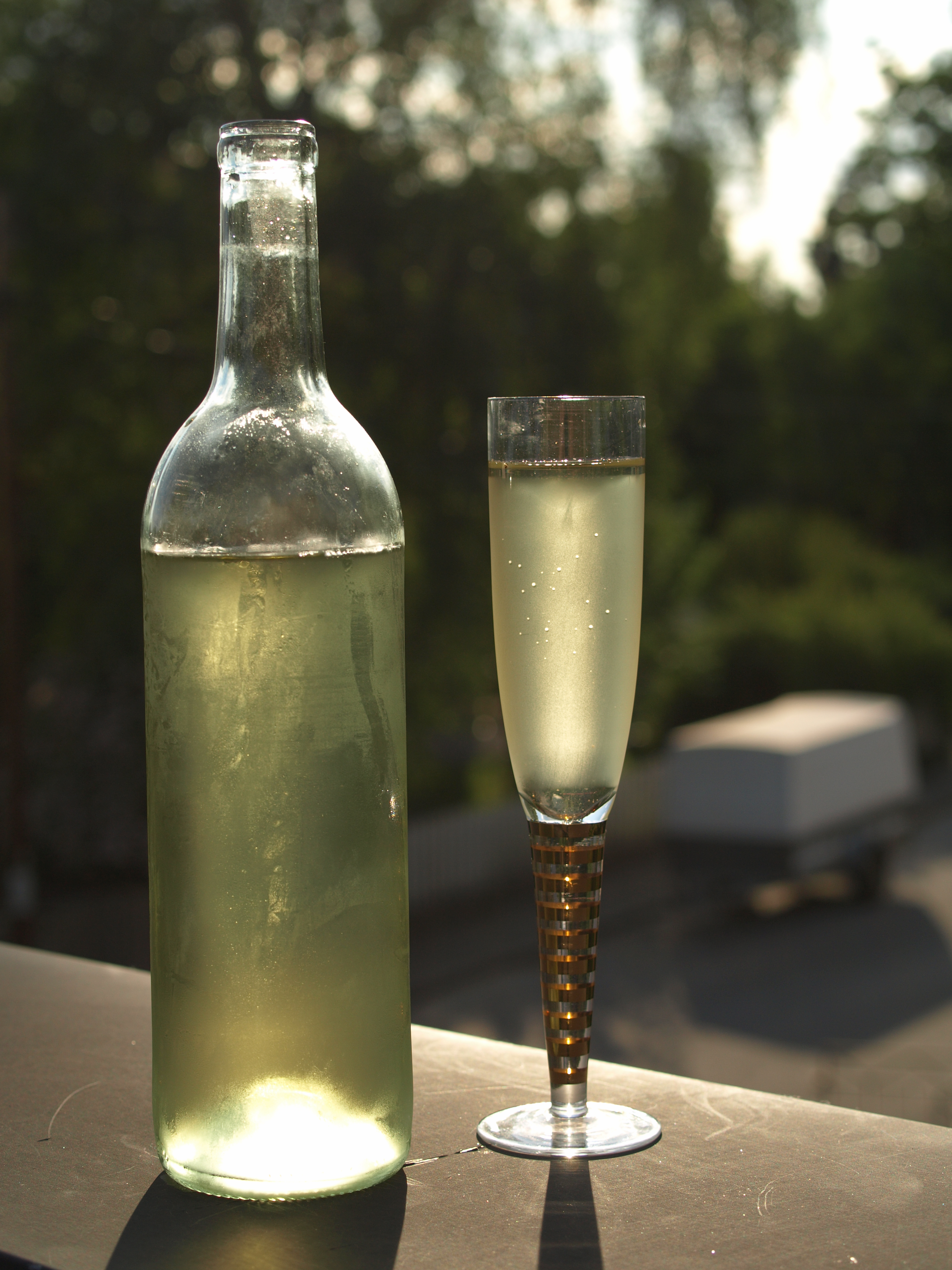
می‌انگبین.

مِی‌اَنگَبین یا شهدآب یا شراب عسل، (به انگلیسی: Mead) گونه‌ای نوشیدنی الکلی است که از تخمیر محلولی از آب و عسل درست می‌شود.
بسته به سنت هر محل، طرز تهیه آن تفاوت‌هایی دارد و گاه به آن طعم ادویه، رازک یا میوه هم می‌افزایند. افزودن رازک به می‌انگبین به آن مزه‌ای شبیه به آبجو می‌دهد.
درصد الکل می‌انگبین از حدود ۸ درصد تا ۱۸ درصد است و انواع آن عبارتند از ساده و گازدار.
می‌انگبین از روزگار باستان در بخش‌هایی از آسیا، آفریقا و اروپا تهیه می‌شد. کهن‌ترین توصیف این نوشیدنی را می‌توان در ریگ‌ودا یافت.
برابر انگلیسی می‌انگبین یعنی Mead با واژه اوستایی Madu (گونه‌ای شراب) هم‌ریشه است.